# Oedipina grandis
Oedipina grandis is een salamander uit de familie longloze salamanders (Plethodontidae). De soort werd voor het eerst wetenschappelijk beschreven door Arden H. Brame en William Edward Duellman in 1970.
De dieren worden 154 tot 211 millimeter lang, vrouwtjes worden groter dan de mannetjes. De rugzijde is bruin, de buikzijde en de staart zijn zwart, op de rug is een lichte dorsale streep aanwezig. Er zijn 19 of 20 costale groeven.

## Verspreiding en habitat
De soort komt voor in delen van Midden-Amerika en leeft in de landen Costa Rica en Panama. Oedipina grandis leeft in de nevelwouden van de Cordillera de Talamanca op hoogtes tussen de 1800 en 2000 meter. Tot begin jaren negentig kon deze soort gemakkelijk worden gevonden, maar daarna werd Oedipina grandis om onduidelijke redenen zeldzaam. Recent is het waargenomen aan de zuidelijke zijde van Cerro Pando in het Panamese deel van Internationaal park La Amistad.